# Magomedmurad Gadżijew
Magomedmurad Gadżijew (ros. Магомедмурад Саидпашаевич Гаджиев – Magomiedmurad Saidpaszajewicz Gadżyjew, ur. 15 lutego 1988 we wsi Gurbuki w Dagestanie; ZSRR) – zapaśnik walczący w stylu wolnym pochodzący z Dagestanu, do 2012 roku reprezentujący Rosję, a od 2014 Polskę. Wicemistrz Świata w 2017 i Europy seniorów z 2010 roku i mistrz świata juniorów z 2008 roku (w barwach Rosji), a także srebrny medalista igrzysk europejskich z 2015 roku i mistrz Europy seniorów z 2016 roku (w barwach Polski).

## Życiorys

### Starty dla Rosji (do 2012)
Gadżijew pochodzi z Dagestanu. Zapasy uprawia od 2000 roku. Do 2012 roku reprezentował na arenie międzynarodowej Rosję. W barwach tego kraju w lipcu 2008 roku w Stambule zdobył mistrzostwo świata juniorów w kategorii do 66 kg. 2 lata później w Baku zdobył srebrny medal mistrzostw Europy seniorów w tej samej kategorii wagowej. W październiku 2012 roku po raz ostatni wystąpił na rywalizacji międzynarodowej reprezentując Rosję. W 2010 roku zdobył także brązowy medal mistrzostw Rosji. Dziewiąty w Pucharze Świata w 2011 roku.

### Starty dla Polski (od 2014)
We wrześniu 2014 roku Gadżijew otrzymał pozwolenie na reprezentowanie Polski, po wcześniejszym otrzymaniu polskiego obywatelstwa, na które oczekiwał około roku od złożenia wniosku o jego przyznanie. Pod koniec tego miesiąca powrócił na arenę międzynarodową, reprezentując już Polskę i startując w kategorii wagowej do 70 kg. Od stycznia 2014 roku, jako zawodnik klubu AKS Białogard, występuje również w zawodach krajowych. W rywalizacji na tym szczeblu w 2015 roku w Zgierzu zdobył mistrzostwo Polski w kategorii wagowej do 70 kg. W tym samym roku został także powołany do udziału w Igrzyskach Europejskich 2015, gdzie zdobył srebrny medal w rywalizacji zapaśników w stylu wolnym w kategorii wagowej do 70 kg. Rok później w tej samej kategorii zdobył mistrzostwo Europy seniorów.
W kwietniu 2016 roku zwyciężył w turnieju kwalifikacyjnym do Letnich Igrzysk Olimpijskich 2016, startując w kategorii do 65 kg. W pobranej od niego w trakcie tych zawodów próbce wykryto jednak śladowe ilości meldonium, w związku z czym Międzynarodowa Federacja Zapaśnicza (UWW) podjęła decyzję o unieważnieniu wyniku uzyskanego przez Gadżijewa podczas tego turnieju, a co za tym idzie o pozbawieniu go kwalifikacji olimpijskiej. Polski Związek Zapaśniczy złożył jednak odwołanie od tej decyzji i na początku lipca 2016 roku UWW zmieniła wcześniejsze rozstrzygnięcie, przywracając Gadżijewowi prawo startu w Letnich Igrzysk Olimpijskich 2016.
Na igrzyskach olimpijskich w Rio de Janeiro 2016 zajął szesnaste miejsce w kategorii 65 kg.
Brązowy medalista mistrzostw Europy i mistrzostw świata w 2019 roku. Pierwszy w indywidualnym Pucharze Świata w 2020. W 2020 wygrał mistrzostwa Europy. W 2021 został mistrzem świata. (To pierwszy po 18-letniej przerwie, od 2003 roku, tytuł dla Polski na imprezie tej rangi)